# Limbricht

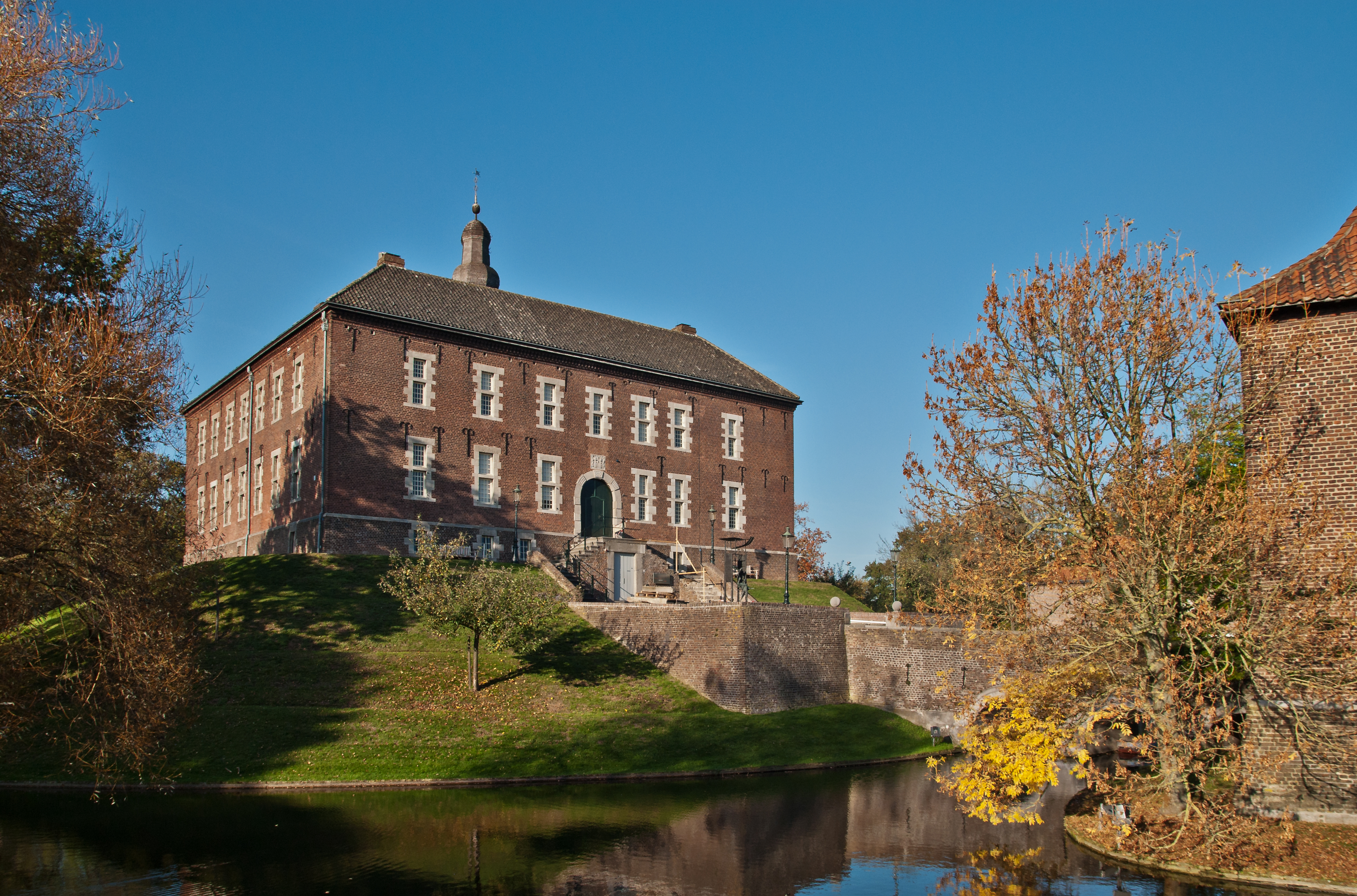
Kasteel Limbricht

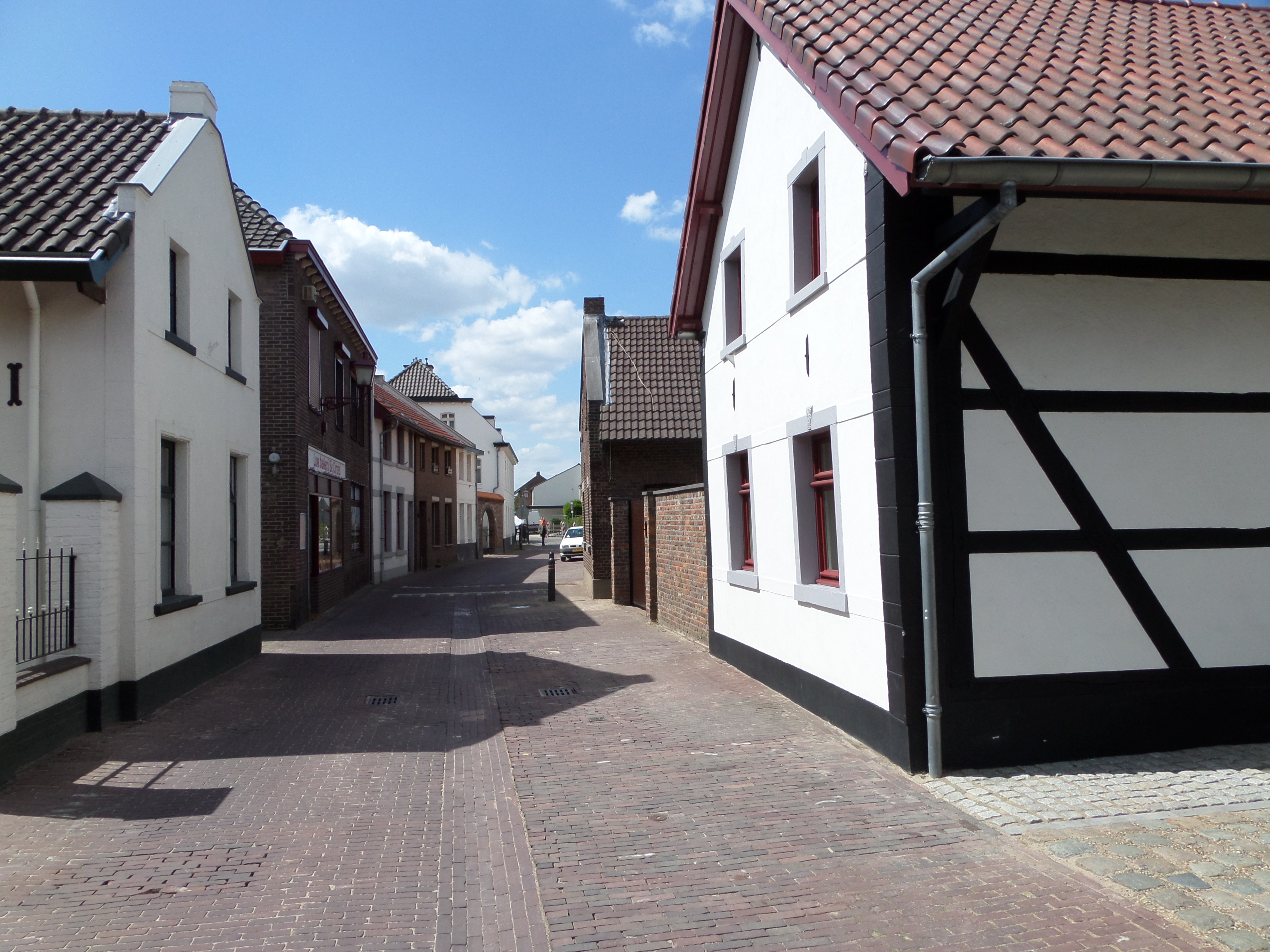
Historisch bebouwingslint aan de Steenstraat in Limbricht

Limbricht (Limburgs: Lömmerich) is een kerkdorp in Nederlands Limburg, in de gemeente Sittard-Geleen. Het dorp ligt ten westen van Sittard, aan de rand van het gebied dat als de "Graetheide" wordt aangeduid en aan de rand van het Limbrichterbos, Er wonen (in 2023) circa 2.540 inwoners. Tot 1982 was Limbricht een zelfstandige gemeente.

## Geschiedenis
Opgravingen hebben aangetoond dat het gebied rond Limbricht in de Romeinse tijd al bewoond is geweest. Waarschijnlijk kruiste een Romeinse weg hier het water dat nu de Limbrichterbeek wordt genoemd. Het is echter niet zeker of er toen al sprake was van een nederzetting. In Limbricht zelf werden Romeinse vondsten aangetroffen, waaronder twee askisten waarvan er thans één in het oude Sint-Salviuskerkje te zien is. Dit kerkje is in het begin van de 11e eeuw gesticht. Kasteel Limbricht, een motteburcht waarvan de geschiedenis waarschijnlijk teruggaat tot de 12e eeuw, heeft een belangrijke rol gespeeld in de ontwikkeling van het dorp. Het was een leen van de hertog van Brabant.
De dorpen Limbricht en Einighausen vormden samen de heerlijkheid Limbricht. In oude bronnen wordt ook wel gesproken van 'Limburg', maar om verwarring te voorkomen is de naam gewijzigd in 'Limbricht'. De oudste heren van Limbricht, bekend sinds de 13e eeuw, waren waarschijnlijk afkomstig uit het geslacht Van Born of Van Elsloo. Limbricht was een leen van het graafschap Loon, dat opging in het bisdom Luik.
In de middeleeuwen kwam Limbricht te liggen aan een belangrijke oost-westverbinding tussen Gulik, Sittard en de Maas bij Stokkem. Limbricht was een 'vrijheerlijkheid' in het Guliks gebied. Dat betekent dat de heren van Limbricht geen verplichtingen hadden ten opzichte van de Gulikse hertog. Vanaf 1665 was het een Unterherrschaft van Gulik.
Zowel op bestuurlijk als op kerkelijk gebied viel ook Einighausen oorspronkelijk onder Limbricht (kerkelijk tot 1836). In 1800 werd Limbricht een gemeente, waar naast Einighausen ook Guttecoven toe ging behoren. De gemeente Limbricht werd als gevolg van een gemeentelijke herindeling in 1982 onderdeel van de gemeente Sittard, die in 2001 weer opging in de gemeente Sittard-Geleen.

## Wapen
In ieder geval zegelde Christiaan van Limbricht in 1288 met een wapen met drie kepers. De kleuren van dit wapen zijn niet bekend. In 1378 huwt Gertruyd de dochter van Christiaan met Arnold van Stein. Hun dochter huwt met Daniel van Merwede en zijn zoon Arnold van Merwede zu Stein verkrijgt dan Limbricht. Arnold was gehuwd met Catharina van Berghe en bij gebrek aan een mannelijke opvolger ging het uiteindelijk ca. begin 1400 aan haar neef Adam van Berghe (Ridder, Heer te Limbricht, Meersenhoven en Sittard). Daarna zien we eerst de zoon Willem van Berghe en aansluitend zijn zus Agnes dochter van Adam van Berghe huwen met Hendrik van Welkenhuyzen (heer van Limbricht 1448). Daarna kwam de heerlijkheid Limbricht aan het geslacht Scheiffart van Merode. In 1619 vererfde Limbricht aan de familie Von Breijll, die kort daarna het huidige kasteel liet bouwen na afbraak van de middeleeuwse burcht. In 1688 vererfde Limbricht aan de familie Bentinck. Tijdens de Franse bezetting (1795) vluchtte de familie Bentinck naar haar Duitse bezittingen. Limbricht werd in 1807 verkocht aan de familie Michiels van Kessenich, die haar tot 1955 in bezit hield, maar er niet woonde. In dat jaar werden kasteel, voorburcht en omliggende landerijen verkocht aan het Bisschoppelijk College te Sittard, die er sportaccommodaties aanlegde. Uiteindelijk kocht de Stichting Kasteel Limbricht het complex en voltooide de restauratie ervan in 1984.
De oudst bekende afdruk van een zegel van de schepenbank Limbricht dateert uit 1686 en toont het wapen met de kepers. Een beschadigde afdruk uit 1594 zou van hetzelfde zegel afkomstig kunnen zijn. De uitvoering geeft aan dat het in de 16e eeuw vervaardigd moet zijn (het randschrift spreekt hier van Lymburgh). De latere Heren hebben dus het wapen van het geslacht Van Lemborgh overgenomen in het zegel in plaats van in hun eigen wapens. De patroonheiligen zijn niet in het wapen opgenomen, de adelaar duidt op de status van vrije rijksheerlijkheid. De kepers zijn opgenomen als schildvoet in het tweede wapen van Sittard.

## Bezienswaardigheden
- Kasteel Limbricht, omgracht kasteel van omstreeks 1622.
- Oude Sint-Salviuskerk, romaans bouwwerk.
- Nieuwe Sint-Salviuskerk, neoromaans bouwwerk van 1922.
- Heilig Hartbeeld van 1921.
- Historische dorpskern die, ondanks dat het dorp in de twintigste eeuw uitgroeide van agrarische gemeenschap naar forensenplaats, nog steeds de sfeer van het verleden ademt met zijn smalle straatjes en meerdere goed bewaard gebleven boerenhoeven. De oude kern ligt tegenwoordig in het noordoostelijk deel van het dorp en is gesitueerd rond een middeleeuws plein, genaamd de "Platz", waaraan zich ook de oude Salviuskerk bevindt.
  - Woonhuis, Platz 3, met jaarankers 1634
  - Boerderij, Platz 5, vanaf 18e eeuw, gesloten hoeve met gezwenkte topgevel
  - Boerderij, Beekstraat 13, 1799, gesloten hoeve met twee topgevels
  - Woonhuis, Steenstraat 19, 1785
- De devotiezuil aan de Bovenstraat stamt van 1747 en werd uitgevoerd in hardsteen. Hierop wordt de Moeder van Smarten en een Kruisbeeld getoond.
- Houten kruis op stenen sokkel met plaquette uit 1965 aan de Pagestraat, ter nagedachtenis aan de ruim 7000 Franse soldaten die na de Volkerenslag bij Leipzig in Limbricht op het kasteel werden verzorgd en van wie er 683 hier in de winter van 1813-1814 zijn overleden. Zij werden begraven op het Frans Kerkhof, dat door ruilverkaveling is verdwenen. De 73 Limbrichtenaren die in die winter zijn bezweken aan ziekten die deze soldaten meebrachten, zijn daar niet begraven.

Zie ook
- Lijst van rijksmonumenten in Limbricht
- Lijst van gemeentelijke monumenten in Limbricht

## Natuur en landschap
Limbricht ligt op een leemplateau op een hoogte van ongeveer 45 meter. De omgeving wordt gekenmerkt door landbouw. Richting het oosten is het landschap echter sterk verstedelijkt door de uitbreiding van Sittard in westelijke richting met de wijk Limbrichterveld, de westelijke randweg van Sittard en het Handelscentrum Bergerweg. Dit bedrijventerrein heeft vooral detailhandel en ligt in het westen van Sittard. In het noorden vindt men het Limbrichterbos. Dit is een natuurgebied van 91 hectare groot. De beken in het bos zijn door activiteiten van DSM drooggevallen. Door het dorp stroomt de overkluisde Limbrichterbeek, die ook de kasteelgracht voedt. Een andere overkluisde beek is de Slond, die in de Limbrichterbeek uitmondt.

## Verkeer en vervoer
Limbricht ligt langs de N276, de provinciale weg van Brunssum naar Roermond. Daarnaast loopt de doorgaande weg van Sittard naar Born en de dorpen in de Maasband door het dorp.
Het dorp wordt bediend door zes buslijnen van Arriva: lijn 16 van station Sittard naar Obbicht via Grevenbicht (eenmaal per uur), lijnen 17 en 18 van station Sittard naar Born (eenmaal per uur, als ringlijn), lijn 39 van station Sittard naar Urmond via Einighausen (eenmaal per uur), schoolbus 616 als versterking van lijn 16 en schoolbus 639 als versterking van lijn 39 (beiden rijden niet tijdens schoolvakanties).

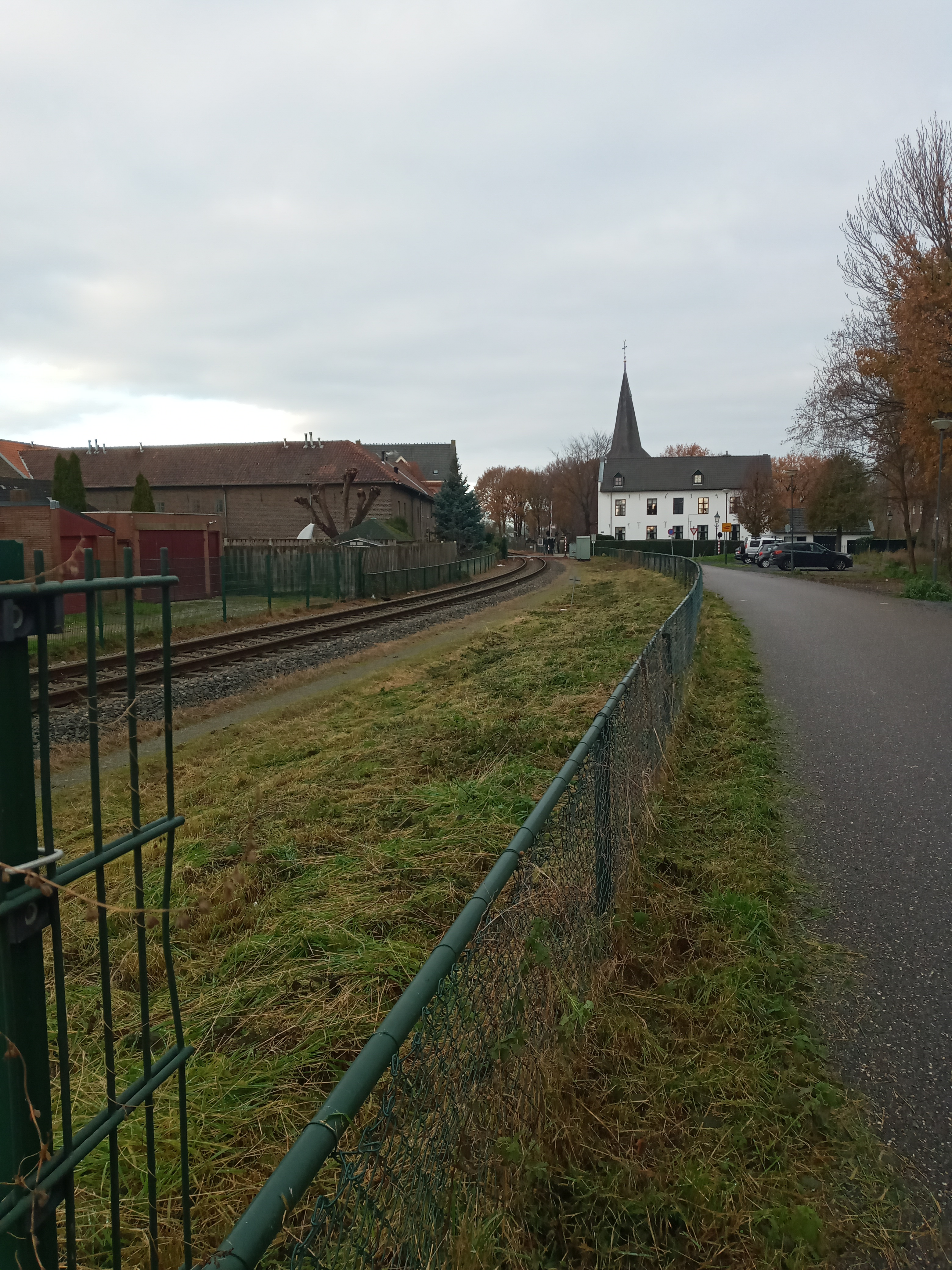
Plek waar de tramhalte Limbricht lag.

 In 1926 werd er door Limbricht een tramlijn aangelegd als onderdeel van de tramlijn Roermond - Sittard. Ten noorden van Platz kwam een tramhalte met wisselplaats. In 1931 ging de tramdienst van start en de vijf trams per richting per dag stopten in Limbricht. Een rit naar Sittard duurde zes minuten. In 1933 reed de laatste tram omdat de tramlijn omgebouwd werd tot de huidige goederenspoorlijn Sittard – Born. Het dubbelspoor bij de tramhalte is hierbij verwijderd en busvervoer nam het reizigersverkeer over. Over de spoorlijn rijden wekelijks meerdere goederentreinen met staalprofielen naar en steenkool van het industrieterrein bij het Julianakanaal in Born. Tussen 1996 en 2007 werden er ook containers aan- en afgevoerd over deze spoorlijn. Tevens werden auto-onderdelen en auto's van VDL NedCar over deze lijn vervoerd. In 2017 waren er plannen om deze lijn te vervangen door een nieuwe spoorlijn die buiten de bebouwde kom van het dorp zou komen te lopen. Protest vanuit onder meer Nieuwstadt en Susteren hebben deze ontwikkeling nog tegengehouden.

## Verenigingsleven
Limbricht kent een rijk verenigingsleven. De oudste vereniging, Schutterij Sint Salvius, vindt zelfs haar oorsprong in 1256.
- Scouting Sint Salvius
- VV Zwentibold
- Tennisclub Panta Rhei
- Schutterij Sint Salvius
- Vastelaoves vereniging de Doale
- Auwt Prinse Garde Lömmerich
- Fanfare Vriendenkring Limbricht
- buurtvereniging de Kasteelbuurt
- Doale Senaat Lommerich
- H.S.C. De Sittard Condors
- Buurtvereniging de Sjroopbuurt
- Padel Power Club Limbricht
- Manege Klipper
- Jazz Dans Limbricht
- Hengelsportvereniging De Wiejert

## Nabijgelegen kernen
Guttecoven, Sittard (Limbrichterveld), Einighausen, Nieuwstadt, Born

## Geboren in Limbricht
- Willem Joseph Kelleners (1909-1980), burgemeester
- Wim Denie (1946-2024), burgemeester
- Jan Cremers (1952), socioloog en politicus

Steden: Geleen · Sittard

Dorpen: Born · Buchten · Einighausen · Grevenbicht · Guttecoven · Holtum · Limbricht · Munstergeleen · Obbicht · Papenhoven

Buurtschappen en gehuchten: Abshoven · Daniken · Graetheide · Harrecoven · Rosengarten · Schipperskerk · Windraak

Woonwijken: Baandert · Broeksittard · Geleen-Centrum · Geleen-Noord · Geleen-Zuid · Hondsbroek · Kemperkoul · Kluis · Kollenberg-Park Leyenbroek · Limbrichterveld · Lindenheuvel · Oud-Geleen · Overhoven · Sanderbout · Sittard-Centrum · Stadbroek · Vrangendael

Limburg: Steden en dorpen      Nederland: Provincies · Gemeenten